# Маилов, Роман
Роман Маилов (род. 3 декабря 1991, Телавский район) — мастер спорта Украины международного класса по муай тай и кикбоксингу, 2-х кратный чемпион мира по кикбоксингу среди профессионалов по версии W5 2011 г. и 2012 г., чемпион мира по К-1 среди профессионалов по версии ISKA 2012 г., чемпион мира по тайскому боксу среди профессионалов по версии WKF 2011 г., двукратный чемпион мира по кикбоксингу WPKA 2008, 2011 г., чемпион мира по муай тай среди юниоров IFMA 2008 г. (на этом же чемпионате мира стал лучшим бойцом среди юниоров), победитель Кубка Мира по кикбоксингу WAKO среди юниоров 2008 г., победитель Кубка Мира среди клубов по Муэй Тай 2007 г., победитель Кубка Мира среди клубов по К-1 2008 г., бронзовый призёр Чемпионата Европы по муай тай среди юниоров 2008 г., многократный чемпион Украины по кикбоксингу WPKA, чемпион Украины по муай тай, победитель Кубка Украины по муай тай.

## Биография
Роман Маилов пришёл в зал бойцовского клуба «Легион» в Полтаве в возрасте 12 лет в 2004 году, пришёл потому что там уже занимались его лучшие друзья и одноклассники. До этого Роман несколько недель занимался дзюдо и футболом. С самого первого дня Роман тренировался под руководством старшего тренера клуба Кривуши Руслана.
Почти сразу же по просьбе Романа тренер разрешил ему заниматься каждый день, он отличался от других ребят упорством и стремлением стать сильнее и лучше других. Хотя в первых примерно 10 поединках он проигрывал, но это его не останавливало, ведь тогда ему не везло Роман всегда сталкивался в своих первых боях с очень опытными противниками, но держался до последнего удара гонга.
С 2005 года Роман начал выигрывать все чемпионаты области по муай тай, кикбоксингу и боксу, а следом и Чемпионаты Украины среди юношей по кикбоксингу и муай тай. С 2005 года по 2011 Роман выиграл все Чемпионаты Украины по кикбоксингу на которых брал участие по версиям WAKO и WPKA сначала среди юношей потом юниоров и взрослых.
Меньше везло Роману на турнирах по муай тай, хотя этот вид спорта был для него родным, ему всегда не везло с жеребьёвкой, где он почти всегда сталкивался в первых поединках с сильнейшими бойцами Украины и всегда проигрывал в очень спорных и равных поединках.
Первый самый большой успех Романа это победа в 15 лет (2007 г.) на Кубке мира по муэй тай среди взрослых в весе 51 кг, который проходил на Украине в городе Ялта.
Уже в следующем 2008 году Роман выигрывает Чемпионат мира по кикбоксингу WPKA в разделе ориентал в весе 51 кг, и занял 3 место в разделе лоу-кик. Чемпионат проходил на Кипре в городе Лимассол. В этом же году (2008 г.) Роман выигрывает Кубок Мира по кикбоксингу WAKO среди юниоров в Венгрии, становится бронзовым призёром Чемпионата Европы по муэй тай среди юниоров в Польше, выигрывает Кубок Мира в разделе К-1 по взрослым в Ялте (Украина) и становится Чемпионом Мира по муай тай среди юниоров в Корее.
В 2008 году, в 16 лет, Роман проводит свой первый профессиональный бой по правилам К-1, результат ничья, но на самом деле это была победа на поле соперника!
В 2009 году Роман Маилов впервые выигрывает Чемпионат Украины по муай тай среди взрослых и становится первым номером сборной Украины, в этом же году на Чемпионате Мира по муэй тай в Таиланде Роман в первом же очень равном поединке проигрывает бойцу из Таиланда. После чемпионата Маилов в составе сборной едет на тренировочный сбор на острове Самуи, где выходит на профессиональный поединок против опытнейшего тайца с 200 боями и проигрывает в равном противостоянии имея всего лишь 3 профбоя за плечами, таким образом Роман отметил своё 18-летие. Несмотря на результат будущий «Гром» показал зрелость и стальной характер, а также получил хороший задел для дальнейших громких побед.
В 2010 году Роман больше сосредотачивается на профессиональных поединках и в этом же году начинает плодотворное сотрудничество с российской промоутерской компанией «Плечом к Плечу», основным достижением 2010 года становится 2 место на проф турнире «Битва под Москвой 2».
2011 год стал снова очень удачным для Романа, 12 февраля в Москве он становится Чемпионом Мира по кикбоксингу среди профессионалов по версии W5.
В апреле принимает участие в Чемпионате Европы по муай тай, где во втором поединке проигрывает белорусскому спортсмену и уже через пару недель после Европы выигрывает Чемпионат Мира по кикбоксингу WPKA в разделе лоу-кик и 2 место в разделе ориентал.
В этом же году Роман становится Чемпионом мира по тайскому боксу среди профи WKF.
2012 год приносит Маилову 2 громких мировых титула! Чемпион мира по К-1 среди профи ISKA и второй раз становится Чемпионом мира по кикбоксингу W5 но уже в 67 кг.
История профессиональных поединков: 37 боёв, 28 побед, 1 ничья, 14 нокаутов
| №  | Дата     | Результат | Соперник            | Турнир                                 | Место проведения                                    | Каким образом            | Раунд        |
| -- | -------- | --------- | ------------------- | -------------------------------------- | --------------------------------------------------- | ------------------------ | ------------ |
| 1  | 2008     | ничья     | Юрий Перетятько     | Проф.турнир (К-1)                      | Кривой Рог                                          | Решение судей            | 3            |
| 2  | 20.12.08 | победа    | Кирилл Никокошев    | Проф.турнир (К-1)                      | Миргород                                            | Решение судей            | 4. экс раунд |
| 3  | 9.05.09  | проиграл  | Игорь Любченко      | Проф.турнир (К-1)                      | Ивано-Франковск                                     | Решение судей            | 3            |
| 4  | 9.12.09  | проиграл  | Pornthep Sorntong   | турнир (тайбокс)                       | Самуи                                               | Решение судей            | 5            |
| 5  | 23.01.10 | победа    | Виктор Кравченко    | Матч.встр. Полтава-Луганск (тайбокс)   | Луганск                                             | ТКО                      | 3            |
| 6  | 19.03.10 | победа    | Сергей Бохан        | K-1 World Max                          | Минск                                               | KO                       | 3            |
| 7  | 20.05.10 | победа    | Дмитрий Костенко    | Матч.встр. Полтава-Харьков (тайбокс)   | Полтава                                             | ТКО                      | 3            |
| 8  | 25.09.10 | победа    | Сергей Попа         | «лига W5» (К-1)                        | Москва                                              | KO                       | 2            |
| 9  | 4.10.10  | победа    | Максим Федорков     | Проф.турнир PRO-AM (тайбокс)           | Ялта                                                | ТКО                      | 3            |
| 10 | 16.10.10 | победа    | Богдан Лукин        | Битва под Москвой 2 (лоукик)           | Москва                                              | ТКО                      | 3            |
| 11 | 16.10.10 | проиграл  | Сергей Липинец      | Битва под Москвой 2 (лоукик)           | Москва                                              | KO                       | 2            |
| 12 | 12.02.11 | победа    | Стефано Бонора      | «лига W5» (К-1) за титул Чемп. Мира W5 | Москва                                              | Решение судей            | 3            |
| 13 | 12.02.11 | победа    | Данила Утенков      | «лига W5» (К-1) за титул Чемп. Мира W5 | Москва                                              | KO                       | 3            |
| 14 | 9.04.11  | победа    | Рамиль Новрузов     | "W5 Grand Prix «KO» (К-1)              | Москва                                              | KO                       | 3            |
| 15 | 7.07.11  | победа    | Мартин Сили         | Битва под Москвой 4 (тайбокс)          | Москва                                              | Решение судей            | 3            |
| 16 | 7.07.11  | победа    | Андрей Леммер       | Битва под Москвой 4 (тайбокс)          | Москва                                              | TKO                      | 2            |
| 17 | 2.09.11  | победа    | Мохаммед Эль-Мир    | W5 Grand Prix Poltava (тайбокс)        | Полтава                                             | Решение судей            | 3            |
| 18 | 22.10.11 | победа    | Кэйдзи Одзаки       | W5 Grand Prix Moscow (К-1)             | Москва                                              | Решение судей            | 5            |
| 19 | 30.03.12 | победа    | Артур Акопян        | W5 Fighter (К-1)                       | Москва                                              | Решение судей            | 4            |
| 20 | 19.04.12 | победа    | Вильям Диндер       | W5 Fighter (К-1)                       | Москва                                              | Решение судей            | 3            |
| 21 | 17.05.12 | победа    | Денис Ларченко      | W5 Fighter IV (К-1)                    | Москва                                              | Решение судей            | 4            |
| 22 | 14.07.12 | победа    | Илья Усачев         | Чемпионат СССР (W5)                    | Московская обл., Солнечногорский р-н, дер. Лопотово | Решение судей            | 5            |
| 23 | 24.08.12 | победа    | Денис Ларченко      | W5 Fighter V (К-1)                     | Москва                                              | Решение судей            | 3            |
| 24 | 1.09.12  | победа    | Лео Зулич           | Mix Fight Gala (К-1)                   | Франкфурт на Майне                                  | TKO                      | 3            |
| 25 | 28.09.12 | победа    | Василис Какарикос   | Полтавская Битва 2012 (W5)             | Полтава                                             | Решение судей            | 5            |
| 26 | 8.11.12  | победа    | Армин Пумпанмуанг   | W5 Fighter (К-1)                       | Москва                                              | KO                       | 4            |
| 27 | 23.12.12 | победа    | Фикри Арикан        | W5 Fighter (К-1)                       | Москва                                              | Отказ от продолжения боя | 4            |
| 28 | 22.12.13 | победа    | Крис Байа           | W5 Grand Prix Moscow XXIII             | Москва                                              | Решение судей            | 3            |
| 29 | 29.06.14 | победа    | Матеуш Копиес       | Qabala World Series                    | Габала                                              | Решение судей            | 3            |
| 30 | 29.06.14 | проиграл  | Рамал Асланов       | Qabala World Series                    | Габала                                              | Решение судей            | 3            |
| 31 | 27.07.14 | проиграл  | Аикпрача Миинайотин | Kunlun Fight 7 (К-1)                   | Чжоукоу                                             | Решение судей            | 3            |
| 32 | 4.10.14  | проиграл  | Юрий Кель           | Mix Fight Gala XVI                     | Фульда                                              | Решение судей            | 3            |
| 33 | 30.11.14 | проиграл  | Фоад Садеги         | W5 Crossroad of Times                  | Братислава                                          | Решение судей            | 4            |
| 34 | 11.03.17 | победа    | Део Фетсангхат      | GPRO 22                                | Москва                                              | Решение судей            | 4            |
| 35 | 6.09.17  | победа    | Фархад Ахмеджанов   | Бои по правилам TNA                    | Казань                                              | Решение судей            | 4            |
| 36 | 27.10.17 | проиграл  | Илья Фрейманов      | Бои по правилам TNA                    | Казань                                              | Решение судей            | 4            |
| 37 | 28.04.18 | победа    | Бекжан Матысаев     | Бои по правилам TNA                    | Казань                                              | KO                       | 3            |

## Титулы и достижения

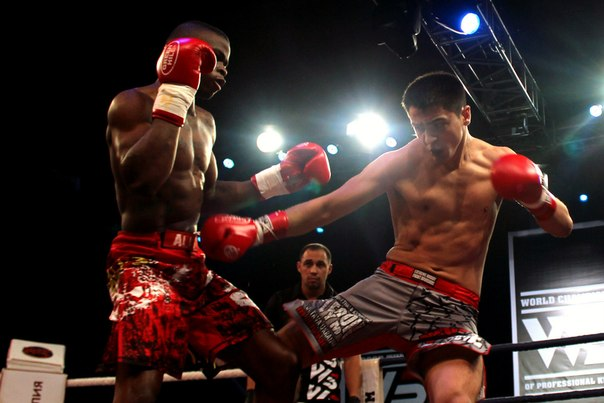
Бой с Крисом Байа

- Мастер Спорта Международного класса по кикбоксингу;
- Мастер Спорта Украины по Муай тай;
- Чемпион Мира по кикбоксингу среди профессионалов по версии W5;
- Чемпион Мира по Муай тай среди профессионалов по версии WKF;
- Чемпион Мира по кикбоксингу WPKA;
- Чемпион Мира по Муай тай среди юниоров;
- Победитель Кубка Мира по кикбоксингу WAKO среди юниоров;
- Победитель Кубка Мира среди клубов по Муай тай;
- Победитель Кубка Мира среди клубов по К-1;
- Бронзовый призёр Чемпионата Европы по Муай тай среди юниоров;
- Чемпион Украины по кикбоксингу WPKA;
- Чемпион Украины по Муай тай;
- Победитель Кубка Украины по Муай тай (2011)[1].